# Wullepitmolen

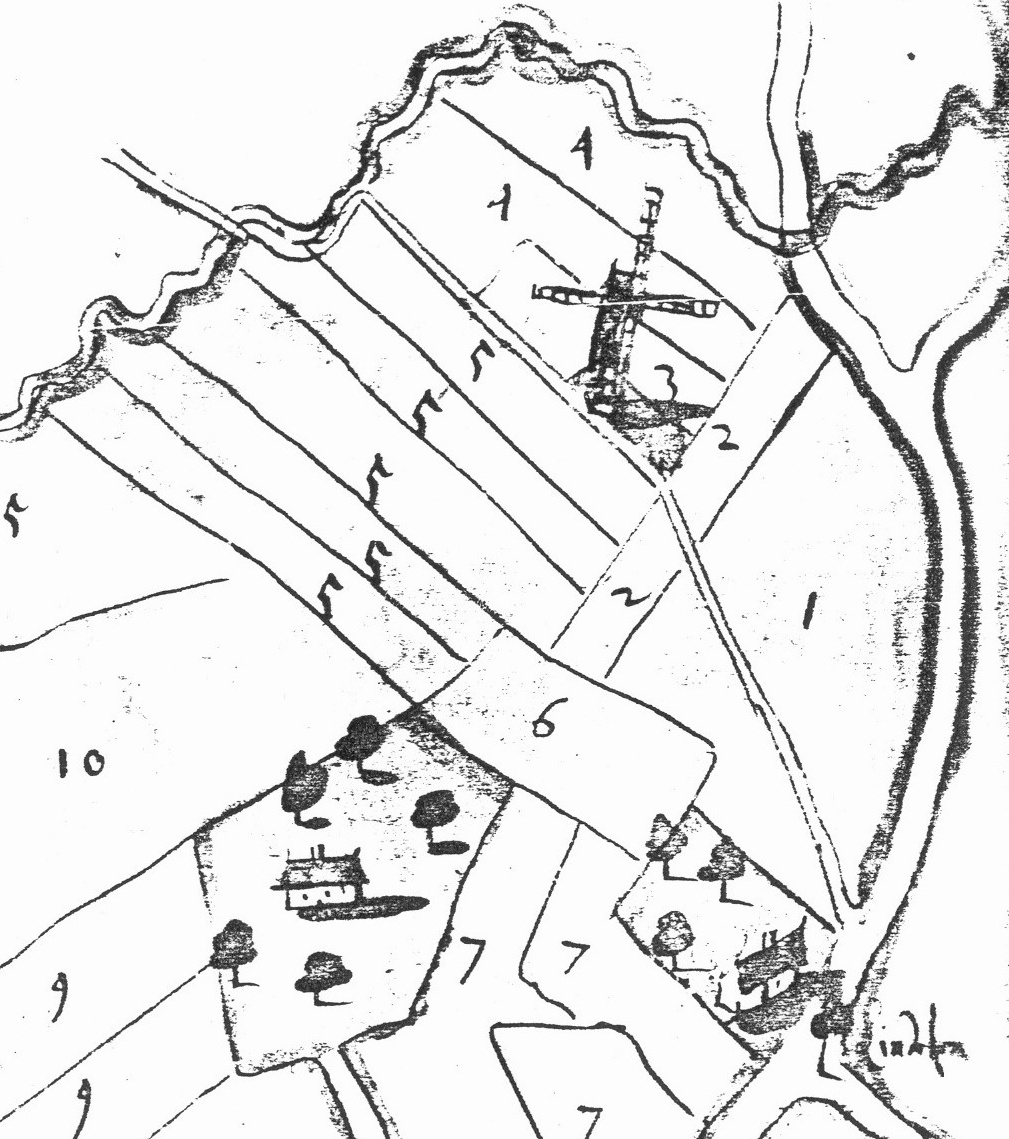
De Wullepitmolen op de figuratieve caerte uit de 17de eeuw

De Wullepitmolen is een houten staakmolen in Zarren, een deelgemeente van het West-Vlaamse Kortemark. De molen heeft een hoog teerlingkot.

## Geschiedenis
De Wullepitmolen verschijnt voor het eerst in de geschiedkundige bronnen in 1639. Toen werden voor de eerste maal taxatiegelden betaald voor het uitbaten van een korenwindmolen op Zarren-Linde.
Tot 1805 volgen generaties molenaars elkaar op. Wanneer Pieter Jozef Wullepit in dat jaar de molen overneemt, blijft de molen binnen de familie tot 1971. Vandaar ook de huidige naam van de molen.
Tijdens de Duitse bezetting in de Eerste Wereldoorlog kan de familie Wullepit de productie verder zetten onder toezicht van Duitse militairen. het is pas in 1917 dat de familie uit Zarren wordt geëvacueerd. Wanneer de familie in 1918 terugkeert naar Zarren, vindt ze haar molen totaal vernield terug.
Maar de familie laat het hoofd niet zakken en koopt in 1923 een nieuwe molen aan in Zerkegem. De molen was daar in 1623 opgericht. De molen wordt nog datzelfde jaar met paard en kar overgebracht naar Zarren.
Het is pas in 1949 dat de productie van de windmolen wordt stilgelegd. Dit kwam vooral omdat de industriële concurrentie en eventuele herstellingswerken aan de molen te groot waren. Een bijhorende maalderij met dieselaandrijving -die voordien werd gebouwd voor de windstille periodes- blijft wel nog enkele jaren in werking.

## Restauraties
Na 1949 raakt de molen in verval en het is pas in 1973 dat men de molen klasseert tot bescherming. Men zou de molen restaureren, maar de kosten zouden te hoog oplopen en de plannen hiervoor komen dus in het gedrang. Er wordt zelfs even nagedacht de molen te verkopen aan Bokrijk voor het Openluchtmuseum, maar gelukkig laat men het niet zo ver komen.
In 1982 wordt de gemeente Kortemark verplicht dringende instandhoudingswerken uit te voeren. Het worden slechts enkele instandhoudingswerkjes en geen definitieve restauratie. Vanaf 1987 wordt de molen gedeclasseerd en raakt hij weer in verval.
Het zal duren tot 1991 vooraleer een Wullepitmolen vzw wordt opgericht, met als doel de Wullepitmolen te redden en te restaureren. In het najaar krijgt de vzw de toestemming om de molen te redden voor verder verval.
Toen in 1994 de molen werd verkocht aan de Provincie West-Vlaanderen, kon er worden gepraat over een volledige restauratie van de molen. Een restauratie die er kwam in 1996 en zou duren tot 2000.